# Tom Condon
(en) Statistiques sur pro-football-reference
Thomas Joseph Condon, né le 26 octobre 1952 à Derby, dans le Connecticut, est un joueur professionnel américain de football américain et agent de joueurs. Il joue en National Football League au poste d'offensive guard pendant dix ans pour les Chiefs de Kansas City et les Patriots de la Nouvelle-Angleterre. Après sa carrière sur les terrains, il devient agent de joueurs.
En 1984, il est élu président de la National Football League Players Association (NFLPA).

## Carrière universitaire
Condon fréquente le Boston College où il joue au football américain pour les Eagles de 1971 à 1974. Il est intronisé au Boston College Varsity Club Athletic Hall of Fame en 1984.

## Carrière professionnelle
Condon est sélectionné au 10e tour (250echoix) de la draft 1974 de la NFL (en), par les Chiefs de Kansas City. Il est joueur de ligne offensive pour les Chiefs entre 1974 et 1984 et pour les Patriots de la Nouvelle-Angleterre en 1985. Après avoir obtenu son doctorat en droit à l'université de Baltimore pendant les saisons mortes et avoir représenté ses coéquipiers tout en continuant à jouer dans la NFL, il devient président de la National Football League Players Association (NFLPA) de 1984 à 1986,. Il rejoint ensuite International Management Group (IMG) en 1991.
Il est nommé l'agent le plus puissant du football américain par Sporting News en 2006 et dirige la division football de la Creative Artists Agency (CAA) avec son collègue Ben Dogra (en),. Parmi ses clients figurent les quarterbacks Sam Bradford, Drew Brees, Matthew Stafford, Matt Ryan, Alex Smith et les frères Peyton Manning et Eli Manning.